# Fort Peck (Montana)
Fort Peck es un pueblo ubicado en el condado de Valley en el estado de Montana. En el Censo de 2010 tenía una población de 233 habitantes y una densidad de población de 104,85 personas por km².

## Geografía
Fort Peck se encuentra ubicado en las coordenadas 48°0′26″N 106°27′19″O / 48.00722, -106.45528. Según la Oficina del Censo de los Estados Unidos, Fort Peck tiene una superficie total de 2.22 km², de la cual 2.22 km² corresponden a tierra firme y (0%) 0 km² es agua.

## Demografía
Según el censo de 2010, había 233 personas residiendo en Fort Peck. La densidad de población era de 104,85 hab./km². De los 233 habitantes, Fort Peck estaba compuesto por el 93.56% blancos, el 0% eran afroamericanos, el 3% eran amerindios, el 0.43% eran asiáticos, el 0% eran isleños del Pacífico, el 0% eran de otras razas y el 3% pertenecían a dos o más razas. Del total de la población el 0% eran hispanos o latinos de cualquier raza.